# Peginterferon alfa-2a
Peginterferon α-2a (łac. peginterferonum α-2a) – wielofunkcyjny organiczny związek chemiczny, modyfikowany interferon α-2a zawierający dwa długie łańcuchy  glikolu monometoksypolietylenowego. Jest stosowany w leczeniu wirusowego zapalenia wątroby wywołanego przez wirusy HBV i HCV.

## Mechanizm działania
Jest otrzymywany poprzez sprzężenie interferonu α-2a, otrzymywanego metodami inżynierii genetycznej z Escherichia coli, z kwasem 2,3-diaminopropanowym podstawionym dwiema grupami mPEG [metoksypoli(glikolu etylenowego)]. Wykazuje działanie przeciwwirusowe i antyproliferacyjne analogiczne jak interferon alfa-2a. Jego aktywność wynosi ok. 1% aktywności wolnego interferonu α-2a, ma jednak przedłużone wchłanianie, opóźniony klirens i przedłużony (ok. 10-krotnie) okres półtrwania. Pozwala to na podawanie go raz w tygodniu.
Podobną strategię stosuje się do modyfikacji interferonu α-2b. Stosowany w lecznictwie peginterferon α-2b zawiera jeden łańcuch PEG o masie 12 kDa.

## Zastosowanie
Stosowany jest w leczeniu:
- przewlekłego wirusowego zapalenia wątroby typu B u dorosłych i dzieci powyżej 3 roku życia
- przewlekłego wirusowego zapalenia wątroby typu C u dorosłych i dzieci powyżej 5 roku życia w połączeniu z innymi produktami leczniczymi.

Znajduje się na wzorcowej liście podstawowych leków Światowej Organizacji Zdrowia (WHO Model Lists of Essential Medicines) (2017). Jest dopuszczony do obrotu w Polsce (2018).

## Działania niepożądane
Peginterferon α-2a może powodować następujące działania niepożądane u ponad 10% pacjentów: anoreksja, zaburzenia depresyjne, bezsenność, niepokój, ból głowy, zawroty głowy, zaburzenia koncentracji, duszność, kaszel, biegunka, nudności, ból brzucha, łysienie, świąd, suchość skóry, zapalenie skóry, mialgia, artralgia, gorączka, dreszcze, osłabienie, zmęczenie, ból, reakcje w miejscu wstrzyknięcia, drażliwość. 

## Preparaty
Jest dostępny handlowo pod nazwą Pegasys.